# Voleibol na Universíada de Verão de 2011
O voleibol na Universíada de Verão de 2011 foi disputado em Shenzhen na China, entre 12 e 22 de agosto de 2011.

## Medalhistas
| Evento    | Ouro | Prata | Bronze |
| --------- | --- | --- | --- |
| Masculino | RUS Rússia Yevgeni Sivozhelez Pavel Kruglov Aleksandr Abrosimov Anton Dubrovin Konstantin Lesik Roman Martynyuk Mikhail Shcherbakov Vasily Nosenko Aleksey Obmochaev Sergei Bagrey Alexander Gutsalyuk Nikolay Leonenko | UKR Ucrânia Pylyp Harmash Dmytro Shavrak Oleksiy Klymar Volodymyr Kovalchuk Oleksandr Zhumatii Ruslan Yushkevych Andriy Savin Viktor Shchekaliuk Andrii Tupchii Andriy Levchenko Dmytro Babkov Ruslan Shevtsov | BRA Brasil Maurício de Souza Luiz Felipe Fonteles Murilo Radke Túlio Nogueira Thiago Alves Gustavo Bonatto Tiago Brendle Renan Buiatti Carlos Faccin Éder Carbonera Rogério Nogueira Wallace Souza                |
| Feminino  | BRA Brasil Fernanda Berti Tássia Silva Regiane Bidias Mariana Costa Flávia Kuchenbecker Fernanda Silva Michelle Pavão Ana Carolina da Silva Roberta Ratzke Amanda Francisco Natasha Farinéa Juliana Nogueira            | CHN China Xi Xi Bian Yuqian Li Xinyun Wang Lili Zhu Huijing Zhang Yuan Zhang Lei Ma Xiaoying Xiao Yanwen Zhang Yichan Shen Yi Chen Yina                                                                        | RUS Rússia Yana Shcherban Irina Stratanovich Valeriya Goncharova Ekaterina Osichkina Daria Vekshina Daria Stolyarova Ksenia Bondar Victoria Rusakova Daria Pisarenko Irina Uraleva Svetlana Surtceva Regina Moroz |

## Masculino
O torneio masculino foi realizado entre 12 a 17 de agosto e entre 19 a 22.Vinte e dois times estavam inscritos.

### Times
| Grupo A - China - Canadá - Suíça - Austrália - Noruega | Grupo B - Rússia - Ucrânia - Japão - Irão - Omã | Grupo C - Brasil - Coreia do Sul - Suécia - Hong Kong - Israel | Grupo D - Chéquia - Turquia - Estados Unidos - Emirados Árabes Unidos - México - Tailândia |

## Feminino
O torneio feminino foi realizado entre 14 a 16 de agosto e entre 18 e 21 de agosto. Quinze times participaram do torneio.

### Teams
| Grupo A - China - Japão - Suécia - Bélgica | Grupo B - Itália - Brasil - Ucrânia | Grupo C - Polónia - Taipé Chinesa - Canadá - França | Grupo D - Rússia - Tailândia - Noruega - Hong Kong |